# Cabralis gloriosus
Cabralis gloriosus är en insektsart som beskrevs av Navás 1912. Cabralis gloriosus ingår i släktet Cabralis och familjen Psychopsidae. Inga underarter finns listade i Catalogue of Life.